# Мидтаун
Мидта́ун или Средний Манхэттен (англ. Midtown Manhattan) — центральная часть боро Манхэттен, условно ограниченная на севере 59-й улицей, на востоке — Третьей авеню, на юге — 34-й улицей и на западе — Восьмой авеню.
С 1920-х годов Мидтаун является одним из центральных деловых районов Нью-Йорка, наряду с Нижним Манхэттеном и Нижним Бруклином. Отчасти экономический подъём Мидтауна был обусловлен наличием такого крупного транспортного хаба, как Центральный вокзал, а также сразу нескольких линий метро.
Большинство заметных офисных зданий находится в восточной части района, это Эмпайр-стейт-билдинг, Крайслер-билдинг, Сигрем-билдинг, Хелмсли-билдинг, Метлайф-билдинг и другие, а также комплекс ООН. Доминантой центральной части района является Рокфеллеровский центр. Западная же часть представлена театрами и магазинами одежды и центрами моды. К достопримечательностям Мидтауна мирового уровня относятся Собор святого Патрика, Нью-Йоркская библиотека, Музей современного искусства и Карнеги-холл, Геральд- и Таймс-сквер. В Мидтауне расположены такие отели, как Уолдорф-Астория и Плаза.